# Perdita obliqua
Perdita obliqua is een vliesvleugelig insect uit de familie Andrenidae. De wetenschappelijke naam van de soort is voor het eerst geldig gepubliceerd in 1928 door Timberlake.